# Realp
Realp je obec ve švýcarském kantonu Uri. Leží přibližně 33 kilometrů jihozápadně od hlavního města kantonu, Altdorfu, v údolí Ursenen na řece Reuss, v nadmořské výšce 1538 metrů. Žije zde 153 obyvatel.

## Geografie

Letecký pohled na údolí Realpu (1919)

Obec leží na západním konci údolí Urseren na úpatí průsmyku Furka na levém břehu řeky Furkareuss. Kromě centrální obce se na území obce nachází také několik horských osad a jednotlivých zemědělských usedlostí. Nejvýznamnější z nich je Tiefenbach (2106 m n. m.). Dlouhou dobu byl Realp obcí, která byla ve Švýcarsku nejvíce ohrožena lavinami.
Pouze 50 ha, tj. 0,6 % rozlohy obce, tvoří sídelní oblasti. Z toho 7 ha tvoří zastavěné plochy a 41 ha dopravní plochy. Zemědělská plocha je rozlehlejší a zaujímá 3243 ha, což představuje podíl 41,6 %. Patří sem i rozsáhlé alpské oblasti. Ty se rozkládají na ploše 3116 ha. Pouze 117 ha tvoří louky a orná půda. Vzhledem k vysoké nadmořské výšce pokrývají lesy a lesní porosty pouze 182 ha, tj. 2,3 %. Neproduktivní půda zaujímá velkou část území obce, konkrétně 4321 ha, tj. 55,4 %. Jedná se téměř výhradně o oblasti bez vegetace (vysoké hory) nebo o oblasti s neproduktivní vegetací (vysokohorská vegetace).
Realp sousedí na západě s obcí Obergoms ve Valais, na severu s obcí Göschenen, na východě s obcí Hospental a na jihu s obcemi Airolo a Bedretto v Ticinu.

## Historie
Název pochází z latinského rīvum album, což znamená „bílý potok“ (bílá barva odkazuje na bělavou tající vodu v řece Reuss). Jedná se o původní název vodního útvaru, který byl na obec převeden až druhotně. První doložené zmínky pocházejí z roku 1331 (prope Reandum, opis ze 14. století) a ze 7. února 1363 (von Riealb). Starší nářeční vedlejší tvar Frealp, Frialp vznikl ze složeniny uf Realp „na (v) Realpu“.
Původně románská osada byla ve 12. století poněmčena Walsery, kteří se sem přistěhovali z Valais. Ve středověku byla obec součástí údolní obce Ursern. V roce 1882 se Realp stal farností nezávislou na Andermattu, v roce 1888 byl Realp uznán jako samostatná politická obec i kantonální ústavou Uri. V roce 1926 se Realp stal stanicí na železnici Furka-Oberalp-Bahn (FO).
Při své druhé cestě do Švýcarska dorazil Johann Wolfgang von Goethe 12. listopadu 1779 „za soumraku“ do vesnice Realp, aby odtud vystoupil na Gotthardský masiv, kde tři noci přenocoval u kapucínů.

## Obyvatelstvo

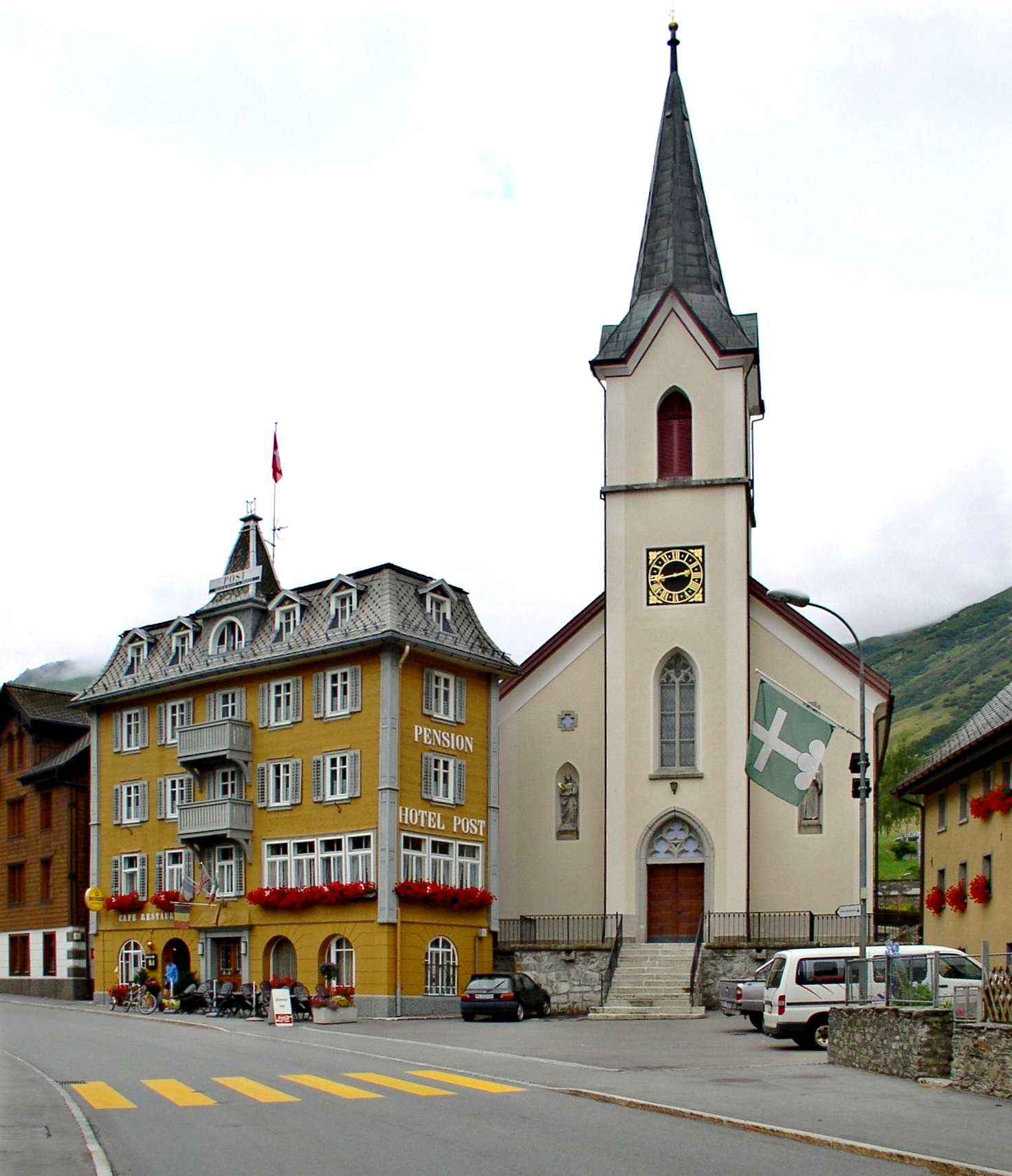
Centrum obce

### Vývoj populace
Počet obyvatel Realpu v 19. a 20. století značně kolísal. Během druhé světové války a v době výstavby úpatního tunelu Furka žilo v Realpu podstatně více lidí. Po dosažení nejvyššího počtu více než 300 obyvatel došlo v letech 1980–2000 k velké vlně emigrace. Počet obyvatel se snížil na polovinu až do roku 2000, kdy měla obec 146 obyvatel. Od té doby se počet obyvatel udržuje na poměrně konstantní úrovni kolem 150.
| Vývoj počtu obyvatel | Vývoj počtu obyvatel | Vývoj počtu obyvatel | Vývoj počtu obyvatel | Vývoj počtu obyvatel | Vývoj počtu obyvatel | Vývoj počtu obyvatel | Vývoj počtu obyvatel | Vývoj počtu obyvatel | Vývoj počtu obyvatel | Vývoj počtu obyvatel | Vývoj počtu obyvatel | Vývoj počtu obyvatel | Vývoj počtu obyvatel | Vývoj počtu obyvatel | Vývoj počtu obyvatel | Vývoj počtu obyvatel | Vývoj počtu obyvatel |
| -------------------- | -------------------- | -------------------- | -------------------- | -------------------- | -------------------- | -------------------- | -------------------- | -------------------- | -------------------- | -------------------- | -------------------- | -------------------- | -------------------- | -------------------- | -------------------- | -------------------- | -------------------- |
| Rok                  | 1799                 | 1850                 | 1880                 | 1888                 | 1900                 | 1941                 | 1950                 | 1960                 | 1970                 | 1980                 | 1990                 | 2000                 | 2005                 | 2010                 | 2012                 | 2014                 | 2016                 |
| Počet obyvatel       | 170                  | 203                  | 232                  | 193                  | 208                  | 242                  | 186                  | 268                  | 205                  | 308                  | 181                  | 146                  | 161                  | 144                  | 133                  | 143                  | 145                  |

### Jazyky
Při posledním sčítání lidu v roce 2000 uvedlo 100 % obyvatel jako svůj hlavní jazyk němčinu. V běžném životě obyvatelé mluví silně alemanským dialektem, typickým pro oblast Ursenen, zvaným Urschelertytsch.

### Národnostní složení
Na konci roku 2005 bylo 154 (96 %) ze 161 obyvatel švýcarskými státními příslušníky. Několik málo přistěhovalců pochází z Německa a Chorvatska.

## Doprava

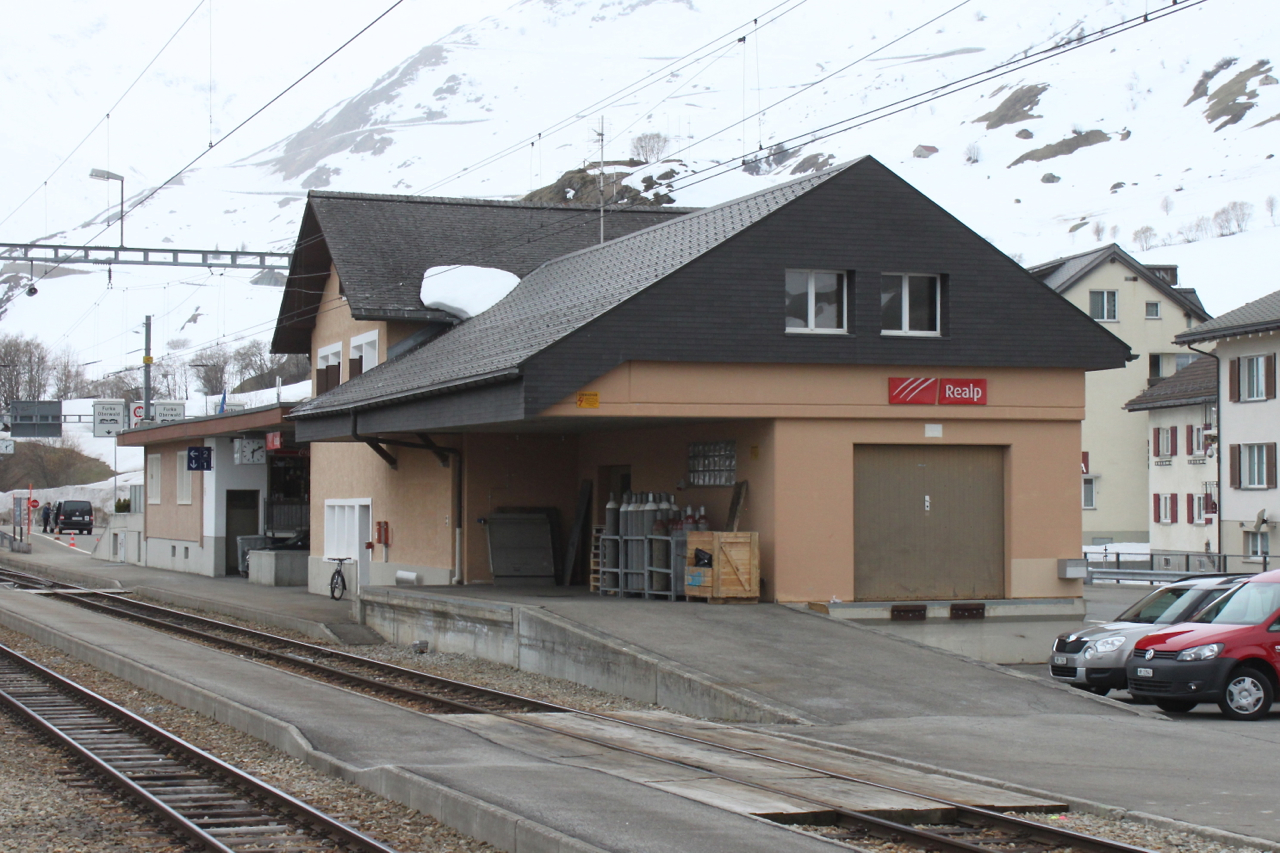
Železniční stanice Realp

Obec leží na silnici do průsmyku Furka. Nejbližší dálniční spojení je exit Göschenen na dálnici A2. Z hlediska železniční dopravy má obec výhodnou polohu na trati Matterhorn Gotthard Bahn a její předchůdkyni, železnici Furka-Oberalp. Východní portál úpatního tunelu Furka (kde je provozována mimo jiné kyvadlová přeprava automobilů) se nachází v blízkosti železniční stanice Realp. Z Realpu vede do Gletsche a Oberwaldu muzejní parní železnice Dampfbahn Furka-Bergstrecke.